# Angela Kinsey
Angela Faye Kinsey, född 25 juni 1971 i Lafayette i Louisiana, är en amerikansk skådespelerska. Hon är troligtvis mest känd för sin roll som Angela Martin i den prisbelönta TV-serien The Office.

## Biografi
Angela är född i Louisiana, men uppväxt från 2 års ålder i Jakarta, Indonesien. Hennes far arbetade som borringenjör. Under sin tid där, gick hon på Jakarta International English School och lärde sig tala indonesiska. När hon var 14 år, återvände hennes familj till USA och bosatte sig i Texas, där hennes föräldrar ursprungligen kom från.
Angela gick sen på Baylor University i Waco, Texas. Hon studerade engelska och tog examen 1993. Under sin tid där, deltog hon också i The Baylor in London Program, som tillät henne att pröva på teater i London, Storbritannien. Hon hade varit inblandad i teater under hela sin skolgång.
Efter college, fick hon en praktikplats på Conan O'Briens show. Hon tog skådespelarkurser i New York, och flyttade sedan till Los Angeles.
Hon började skådespela i reklamfilmer och fick sitt första TV-jobb i Steg för steg (1991). Hennes genombrott kom när hon fick rollen som Angela i The Office (2005).

## Filmografi

### Filmer
| År   | Titel                              | Roll                  | Notering |
| ---- | ---------------------------------- | --------------------- | -------- |
| 2004 | Career Suicide                     | Tammy                 | Kortfilm |
| 2007 | Bröllopsprovet                     | Judith i juvelbutiken |          |
| 2009 | Tripping Forward                   | Jennifer              |          |
| 2010 | Varning för vilda djur             | Felder                |          |
| 2012 | Struck by Lightning                | Rådgivare             |          |
| 2012 | The Bluegrass Brainwash Conspiracy | Hillbilly             | Kortfilm |
| 2014 | All Stars                          | Debbie Shipman        |          |
| 2015 | Hot Bot                            |                       |          |
| 2019 | Tall Girl                          | Helaine Kreyman       |          |
| 2022 | Tall Girl 2                        | Helaine Kreyman       |          |

### Television
| År            | Titel                        | Roll              | Notering                                              |
| ------------- | ---------------------------- | ----------------- | ----------------------------------------------------- |
| 1997/98, 2002 | King of the Hill             | Angela (röst)     | 3 avsnitt                                             |
| 1998          | Step by Step                 | Simone            | Avsnitt: "Goin' to the Chapel"                        |
| 2003          | Run of the House             | Maxine            | Avsnitt: "The Party"                                  |
| 2003          | All of Us                    | Blanche Whitefish | Avsnitt: "Tia Moves In"                               |
| 2005–2013     | The Office                   | Angela Martin     | Huvudroll (187 avsnitt)                               |
| 2006          | The Office: The Accountants  | Angela Martin     | Huvudroll (10 avsnitt)                                |
| 2007, 2008    | Monk                         | Arlene Boras      | "Mr. Monk and the Naked Man", "Mr. Monk's 100th Case" |
| 2008          | The Office: The Outburst     | Angela Martin     | Avsnitt: "The Explanation"                            |
| 2009          | A Temporary Life             | Rachel            | TV-film                                               |
| 2010          | The Office: The Mentor       | Angela Martin     | Huvudroll                                             |
| 2010          | American Dad!                | Mia (röst)        | Avsnitt: "Merlot Down Dirty Shame"                    |
| 2010          | The Office: The 3rd Floor    | Angela Martin     | Avsnitt: "Lights, Camera, Action!"                    |
| 2012          | First Dates with Toby Harris | April             | Avsnitt: "Foreplay"                                   |
| 2013          | Wilfred                      | Heather Williger  | Avsnitt: "Uncertainty"                                |
| 2013          | The Gabriels                 | Gail Gabriel      | Pilotavsnitt                                          |
| 2013-idag     | New Girl                     | Rose              | Återkommande roll                                     |
| 2014          | The Hotwives of Orlando      | Crystal           |                                                       |

## Priser och nomineringar
| År   | Pris                       | Kategori                      | Roll i     | Resultat |
| ---- | -------------------------- | ----------------------------- | ---------- | -------- |
| 2007 | Daytime Emmys              | Outstanding Broadband Program | The Office | Vinst    |
| 2007 | Screen Actors Guild Awards | Bästa ensemble i komediserie  | The Office | Vinst    |
| 2008 | Screen Actors Guild Awards | Bästa ensemble i komediserie  | The Office | Vinst    |
| 2008 | TV Land Awards             | Future Classic Award          | The Office | Vinst    |